# Deopalpus pictipennis
Deopalpus pictipennis là một loài ruồi trong họ Tachinidae.